# Sampford Arundel
Sampford Arundel is een civil parish in het bestuurlijke gebied Somerset West and Taunton, in het Engelse graafschap Somerset met 268 inwoners.